# Малый Корчуган (деревня)
Малый Корчуган — деревня в Топкинском районе Кемеровской области. Входит в состав Юрьевского сельского поселения.

## География
Центральная часть населённого пункта расположена на высоте 243 метров над уровнем моря.

## Население
По данным Всероссийской переписи населения 2010 года, в деревне Малый Корчуган проживает 500 человек (231 мужчина, 269 женщин).